# Albatros laysanský
Albatros laysanský (Phoebastria immutabilis) je pták z rodu Phoebastria z čeledi albatrosovitých.

## Popis
Kvůli svému šedavému zbarvení svršku a křídel, bílému zbarvení hlavy a spodku, bývá přirovnáván k rackovi. Albatrosa laysanského je obvykle snadné rozpoznat, protože žije poměrně odděleně v severním Pacifiku spolu s druhem albatrosa černonohého, který má na rozdíl od něj šedavé až černé opeření po celém těle. Od velmi vzácného albatrosa bělohřbetého se odlišuje svým černě zbarveným hřbetem a křídly, má oproti němu také menší rozměry. V rámci čeledi je poměrně malý. Je pojmenován po ostrově Laysan, jedné z hnízdních kolonií na severozápadě Havajských ostrovů. Albatros laysanský žije u vody, křídla mu slouží k plachtění nad vodní hladinou. Je velmi vytrvalý letec.
Druh má tělo dlouhé okolo 79 až 81 cm, v rozpětí měří 195 až 203 cm a dosahuje hmotnosti 1,9 a 3,1 kg.

## Oblast rozšíření, populace
Albatros laysanský je velký mořský pták, který se pohybuje napříč severním Pacifikem. Je druhým nejběžnějším ptákem Havajského souostroví, jeho početnost se odhadovala na 2,5 miliónům jedinců, a současně se jeho výskyt rozšiřuje na nové ostrovy (patrně se na nová území vrací). Mezinárodní svaz ochrany přírody (IUCN) k roku 2018 uváděl, že je druh hojný, populace stabilní a čítá nejméně 1,6 milionů dospělých jedinců.

## Rekordní věk
Samice albatrosa laysanského nesoucí jméno Wisdom („moudrost“) je pravděpodobně nejstarší známý volně žijící pták. Pod dohledem člověka je zhruba od roku 1956 (odhadovaný rok narození 1951) a na konci roku 2018 biologové odhadovali, že jí je nejméně 68 let. Samice stále pravidelně hnízdí. Od roku 2006 tvoří pár se samcem Akeakamaiem a každý rok byli spatřeni na hnízdišti na Midwayských ostrovech v severním Pacifiku. V roce 2021 byla samice opět shledána při hnízdění (ve věku 70 let).

## Synonyma
- Diomedea immutabilis